# Ponor (miasto Pirot)
Ponor (cyr. Понор) – wieś w Serbii, w okręgu pirockim, w mieście Pirot. W 2011 roku liczyła 298 mieszkańców.